# Adina Porter
Adina Elizabeth Porter, född 13 mars 1971 i New York, är en amerikansk skådespelerska. Hon är mest känd för att spela rollen som Lettie Mae Thornton i HBO-serien True Blood, Kendra James i dramaserien The Newsroom (även den på HBO) och Indra i CW-serien The 100. Hon har också fått ytterligare igenkänning för sina roller som Sally Freeman, Lee Harris, Beverly Hope, Dinah Stevens och Chief Burleson i den första, sjätte, sjunde, åttonde och tionde säsongen av FX-serien American Horror Story.

## Filmografi (i urval)

### Filmer
- 1997 – Fredsmäklaren
- 1998 – Gia
- 1999 – Body Shots
- 2010 – Social Network

### TV-serier
| - 1990–1995 – I lagens namn (TV-serie) - 1994 – Spanarna (TV-serie) - 1997 – Brooklyn South (TV-serie) - 2000 – The District (TV-serie) - 2000 – Vem dömer Amy? (TV-serie) - 2000 – Any Day Now (TV-serie) - 2001–2003 – På spaning i New York (TV-serie) - 2002 – Guardian (TV-serie) - 2002 – Jordan, rättsläkare (TV-serie) - 2002–2003 – Drömmarnas tid (TV-serie) - 2005 – Cityakuten (TV-serie) - 2005 – Jack & Bobby (TV-serie) - 2005 – CSI: New York (TV-serie) - 2005 – Prison Break (TV-serie) - 2006 – Brottskod: Försvunnen (TV-serie) - 2007 – House (TV-serie) - 2007 – Law & Order: Special Victims Unit (TV-serie) - 2007 – Saving Grace (TV-serie) (även 2010) | - 2008–2014 – True Blood (TV-serie) - 2009 – Cold Case (TV-serie) - 2009 – CSI: Crime Scene Investigation (TV-serie) - 2010 – Hawthorne (TV-serie) - 2011 – Criminal Minds: Suspect Behavior (TV-serie) - 2011 – Private Practice (TV-serie) - 2011–2021 – American Horror Story (TV-serie) (säsongerna Murder House, Roanoke, Cult, Apocalypse och Double Feature) - 2011–2012 – Ringer (TV-serie) - 2012 – Grey's Anatomy (TV-serie) - 2012 – Glee (TV-serie) - 2012 – The Vampire Diaries (TV-serie) - 2012–2014 – The Newsroom (TV-serie) - 2014–2020 – The 100 (TV-serie) - 2015 – Code Black (TV-serie) - 2015 – The Leftovers (TV-serie) - 2017 – Ray Donovan (TV-serie) - 2019 – The Morning Show (TV-serie) - 2020 – Outer Banks (TV-serie) - 2022 – Paper Girls (TV-serie) - 2023 – The Power (TV-serie) - 2023 – The Changeling (TV-serie) (kommande) |